# Новое (Лохвицкий район)
Новое (укр. Нове) — село,
Луценковский сельский совет,
Лохвицкий район,
Полтавская область,
Украина.
Код КОАТУУ — 5322684003. Население по переписи 2001 года составляло 59 человек.

## Географическое положение
Село Новое находится на склонах балки Бабий Яр, по которой протекает пересыхающий ручей с запрудой.
На расстоянии в 3 км расположено село Романиха.

## История
- ? — дата основания как село Сотницкое.
- 1937 — переименовано в село Новое.